# Christian Brothers

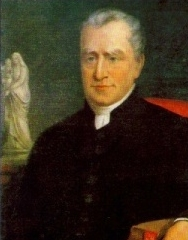
Seliger Edmund Ignatius Rice

Die Congregation of Christian Brothers (lat.: Congregatio Fratrum Christianorum, Ordenskürzel: CFC, irisch Ord na mBráithre Críostaí; dt. Christliche Brüder), auch unter der Bezeichnung „Presentation Brothers“ bekannt, sind ein weltweit tätiger Laienorden in der römisch-katholischen Kirche. Gegründet wurde die Ordensgemeinschaft von Edmund Ignatius Rice in Irland. Ihr Tätigkeitsschwerpunkt liegt in der Jugendfürsorge und Jugendbildung, 1802 eröffnete ihr Gründer die erste Schule. Zur Unterscheidung von anderen Kongregationen gleichen Namens, z. B. in Frankreich, wird diese auch als „Irish Christian Brothers“ bezeichnet.

## Geschichte
Am Ende des 18. Jahrhunderts entschloss sich Edmund Rice nach Rom zu fahren, um sich dort den Augustinern anzuschließen. Er änderte jedoch seine Meinung, kehrte nach Irland zurück und entschied sich, mit Hilfe des Bischofs von Waterford, eine eigene religiöse Gemeinschaft zu gründen. Den Schwerpunkt seiner Arbeit wollte er, wie auch Nano Nagle, auf die Unterrichtung benachteiligter Jugendlicher legen und eröffnete 1802 in Waterford die ersten beiden Schulen.
Der Idee schlossen sich weitere Mitarbeiter an, diese entschieden sich in einer Laiengemeinschaft zu leben. Hierzu wurde, mit finanzieller Unterstützung der Diözese Waterford, ein Gemeinschaftshaus und eine größere Schule errichtet, welche am 7. Juni 1803 durch Bischof Hussey (1797–1803) eröffnet wurde. Am 15. August 1808 legten Edmund Rice und weitere sechs Brüder vor dem Diözesanbischof ihr Gelübde ab und nannten sich zunächst „Presentations Brothers“. Somit war diese Gemeinschaft die erste Kongregation von männlichen Laien, die in Irland gegründet wurde. Weitere Einrichtungen wurden 1811 in Dungarvan, 1812 in Cork und Dublin und 1816 im Limerick errichtet. Im Jahr 1820 erhielt die „Congregatio Fratrum Christianorum“ die Anerkennung als Institut päpstlichen Rechts. Sie entwickelte sich rasant über Irland hinaus. Noch zu Lebzeiten von Edmund Rice entstanden die ersten Schulen und Konvente in England. Ihr Motto, welches sich auch in ihrem Wappen darstellt, lautet: Facere er docere (dt.: Bilden und Unterrichten).
Die Expansion der Brüderschaft erfolgte über Liverpool, dann nach Australien, Neuseeland bis nach Indien, 1900 richteten sie ein Haus in Rom ein, 1906 gründeten sie eine Schule in New York City und 1955 gründeten sie ein College in Uruguay. Aber nicht immer waren die Brüder erfolgreich, denn sie scheiterten in Gibraltar und Sydney. In Irland verfolgten die Christian Brothers einen sehr national-konservativen Kurs, in ihren Schulen wurde in irischer Sprache unterrichtet und im Sport wurden nationale Sportarten bevorzugt.

## Organisation und Strukturen
Die Christian Brothers sind in mehreren Ordensprovinzen unterteilt, jede Provinz wird durch einen Leitungsgruppe geführt, das Generalhaus ist in Rom und wird dort durch ein Leitungsteam besetzt, welches alle sechs Jahre neu gewählt wird. Es arbeitet nach den Ordensregeln und führte in den letzten Jahren eine Reorganisation durch. Die bisherigen drei Provinzen in Amerika wurden 2005 zu „Edmund Rice Christian Brothers North America“ zusammengefasst. Die fünf Provinzen in Ozeanien wurden 2007 zur „Oceania province“ zusammengeführt und die bisherigen europäischen Provinzen wurden zur „European province“ umgestaltet.

## Missbrauchsskandal
Der Orden in Irland geriet im Zusammenhang mit der Berichterstattung über Kindesmissbrauch in irischen Schulen und Heimen unter Druck. Die 1999 von der irischen Regierung eingerichtete Kommission zur Aufklärung von Kindesmissbrauch stellte in ihrem Abschlussbericht von 2009 (Ryan-Bericht) den Missbrauch als endemisch fest und beschuldigte sowohl Ordensgemeinschaften als Betreiber der Einrichtungen als auch den irischen Staat, der seiner Aufsichtspflicht nicht nachgekommen war. Als Hauptschuldige wurden die Christian Brothers und die Sisters of Mercy genannt, da in deren weit verbreiteten Einrichtungen für Jungen beziehungsweise Mädchen der Missbrauch als systematisch beschrieben wird. Von den im Ryan-Bericht registrierten Missbrauchsvorwürfen betrafen mehr als 700 die Christian Brothers. Kardinal Seán Brady, Primas von Irland und Erzbischof von Armagh, entschuldigte sich mehrmals öffentlich für den Missbrauch.
Der irische Schauspieler Gabriel Byrne besuchte viereinhalb Jahre ein Priesterseminar bei den Christian Brothers in England. Byrne offenbarte im Januar 2010 in der Fernsehshow The Meaning of Life im irischen Fernsehen, dass er in dem Priesterseminar Opfer von sexueller Belästigung wurde. Vorher habe er mit dem Gedanken gespielt, selbst Priester zu werden; durch diese Erfahrung habe er davon Abstand genommen.
In Australien wurden in den Jahren von 1950 bis 2010 gegen 1880 katholische Priester Missbrauchsvorwürfe erhoben, das entspricht einem Anteil von sieben Prozent. Im Orden der Christian Brothers lag der Anteil der Beschuldigten bei 22 Prozent.

## Generalsuperiore (Auswahl)
- Edmund Ignatius Rice (1820–1838)
- Michael Paul Riordan (1838–1862)
- James Aloysius Hoare (1862–1880)
- Philip Pinto (2002–2014)
- Hugh O’Neill (2014–2019)
- Peter Clinch (2019–2024)